# 木浦空港
木浦空港（モクポくうこう、韓国語: 목포공항、英語: Mokpo Airport）は、大韓民国全羅南道霊岩郡三湖邑にある軍用飛行場である。

## 施設

### 旅客ターミナル
旅客ターミナルは1992年の旅客利用再開時に建てられたが、2007年11月に空港の民間利用が廃止されたことに伴って閉鎖された。閉鎖時点では以下の施設があった。
- アシアナ航空
- スナック
- 霊巌警察署空港分室
- 韓国空港公社木浦支社
- 建設交通部釜山地方航空庁木浦空港出張所
- 新韓銀行ATM

以前は大韓航空も事務所を置いていたが、同社の路線全廃により撤退、大韓航空のカウンターがあった場所は展示スペースとして利用されていた。

## 歴史
1960年代末から建設が進められ、1160m×30mの滑走路を有する飛行場として開設、1970年からは大韓航空がソウルと済州を結ぶ路線の中間寄港地として利用していたが、オイルショックの影響で休航となった。
1987年からは滑走路の1500m×30mへの延長や旅客ターミナルの整備が行われ、1992年には大韓航空、アシアナ航空が順次ソウルと木浦を結ぶ路線の運航を開始した。しかし翌年の1993年7月にアシアナ航空機が木浦空港への着陸進入中に墜落（アシアナ航空733便墜落事故）、木浦空港の条件の悪さが事故の一因とされたことから、1994年から再工事が行われ、滑走路の再延長や周辺障害物の除去などが行われた。工事は1997年に終了したものの、依然として欠航率が高かった上、西海岸高速道路の全通、KTX開業など、代替交通機関の整備が進んだことから利用客が減少、路線は次々と廃止され、最後にはアシアナ航空が運航するソウル/金浦線1日1往復が残るのみとなった。この路線も、木浦代替を目的の一つとして建設が進められた務安国際空港が2007年11月に開港すると務安発着に変更され、空港職員も務安国際空港に異動した。その後、木浦空港の民間航空施設は廃止され、施設は海軍のみが使用している。
軍は民間航空便の廃止と前後して、木浦の位置付けをヘリ専用作戦基地に変更した。しかし同時に非常滑走路としての役割を残したため、高度制限により周辺開発が制約される結果となった。地元は羅州非常滑走路の存在を理由に、木浦の非常滑走路指定解除を要求している。

### 年表
- 1967年4月28日：起工式[1]。
- 1970年1月15日：公共用飛行場指定公告[2]。
- 1992年7月1日：大韓航空、ソウル線を開設[3]。
- 1992年12月3日：アシアナ航空、ソウル線を開設。1日2便。
- 1993年2月1日：大韓航空、済州線を開設。1日2便[4]。
- 1993年7月26日：アシアナ航空機、木浦空港への着陸進入中に墜落。
- 1994年10月1日：大韓航空、釜山線を開設。1日1便。
- 1997年2月17日：滑走路拡張工事のため、民間機の運航を中断。
- 1997年6月17日：運航再開。
- 2000年10月15日：大韓航空、釜山線を廃止[5]。
- 2003年3月20日：大韓航空、ソウル線を廃止。
- 2004年1月1日：アシアナ航空、ソウル線を1日1便に減便。
- 2004年2月16日：両方向着陸開始。
- 2004年5月1日：大韓航空、済州線を廃止。
- 2004年7月1日：駐車場無料開放。
- 2007年11月23日：民間航空施設の使用を廃止[6]。

## 就航路線
2007年11月に民間航空施設の使用が廃止され、以降は民間機の発着はない。
かつては大韓航空が金浦国際空港・金海国際空港・済州国際空港への各路線を、アシアナ航空が金浦国際空港への路線を運航していた。

## 事件・事故
- 1993年7月26日、アシアナ航空のボーイング737-500型機が木浦空港に進入中、空港の南西8km、海南郡花源面馬山里の雲居山中腹に墜落した（アシアナ航空733便墜落事故）。
- 1997年1月19日、旅客ターミナル前の花壇に拳銃の実弾6発が落ちているのを空港警察の警察官が発見した。
- 2004年6月25日、空港内への爆弾の設置をほのめかす電話があり、警察と軍100名あまりが動員され、4時間にわたって爆発物を捜索する騒ぎとなった。結局爆発物は発見されず、6月29日には虚偽の電話をかけた容疑で20歳の女が逮捕された。